# Gaston Reiff
Gaston Reiff   (Braine-l'Alleud, 24 de febrer de 1921 - Braine-l'Alleud, 6 de maig de 1992) fou un atleta belga, especialista en curses de fons, que va competir durant les dècades de 1940 i 1950. Abans de dedicar-se a l'atletisme havia practicat la boxa i el futbol.
El 1948 va prendre part en els Jocs Olímpics de Londres, on guanyà la medalla d'or en la prova dels 5.000 metres del programa d'atletisme. Quatre anys més tard, als Jocs de Hèlsinki, abandonà en la final de la mateixa prova.
En el seu palmarès destaca una medalla de bronze en els 5.000 metres del Campionat d'Europa d'atletisme de 1950. Guanyà vint-i-quatre campionats nacionals i millorà en vint-i-sis ocasions diferents rècords nacionals. El 1951 posseïa tots els rècords de Bèlgica entre els 1.000 i 10.000 metres. També millorà el rècord del món dels 2.000 i 3.000 metres i de les dues milles.

## Millors marques
- 1.500 metres. 3' 45.2" (1952)
- Milla. 4' 02.8" (1952)
- 2.000 metres. 5' 07.0" (1948)
- 3.000 metres. 7' 58.8" (1949)
- 2 milles. 8' 40.4" (1952)
- 5.000 metres. 14' 10.8" (1951)
- 10.000 metres. 30' 18.8" (1951)[1][5][4]